# Genoplesium citriodorum
Genoplesium citriodorum är en orkidéart som beskrevs av David Lloyd Jones och Mark Alwin Clements. Genoplesium citriodorum ingår i släktet Genoplesium och familjen orkidéer.
Artens utbredningsområde är New South Wales. Inga underarter finns listade i Catalogue of Life.